# Долгорукова Наталія Борисівна
Княгиня Наталія Борисівна Долгорукова (або Долгорука; уроджена Шереметєва, після постриження схимонахиня Нектарія; 17 (28) січня 1714 — 3 (14) липня 1771, Київ) — мемуаристка XVIII століття, одна з перших російських письменниць. Донька графа Бориса Шереметєва і Анни Петрівни, уродженої Наришкіної. Дружина князя Івана Олексійовича Долгорукова. Бабуся поета і драматурга князя Івана Михайловича Долгорукова.

## Біографія
З роду графів Шереметєвих. У віці п'яти років втратила батька, а в чотирнадцять — матір. З 15 років почала з'являтися на балах і прийомах, які влаштовували вищі прошарки суспільства. Незабаром прийняла пропозицію одружитися від фаворита Петра II князя Івана Долгорукова. Їх заручення відбулося через три дні після заручин Петра II з сестрою Долгорукова — Катериною Олексіївною.
Після смерті Петра II Іван Долгорукий потрапив у немилість до нової імператриці Анни Іоанівни. 8 (19) квітня 1730 року Наталія Борисівна і Іван Олексійович одружилися і поїхали в заслання в Березів.
В засланні народила кілька синів, але в тих умовах вижили тільки двоє: Михайло і Дмитро, молодший народився через декілька днів після повторного арешту чоловіка. З померлих відомий тільки один з ім'ям — Борис (1733 р.н.).
Після страти чоловіка отримала дозвіл повернутися з двома дітьми до Москви (17 жовтня 1740). Їй з дітьми було подароване село Старе Нікольське в Вологодському повіті (26 лютого 1741). Отримала конфісковані маєтки чоловіка (8 вересня 1742). На місці поховання страченого чоловіка біля Новгорода збудувала храм в ім'я Миколи Чудотворця.
Постриження в черниці відклала до моменту, коли старший син отримав освіту, пішов на службу та одружився. З молодшим сином, який страждав невиліковним захворюванням, не розставалася до його смерті у 1769 році.
Пострижена в черниці у Вознесенсько-Флорівському монастирі під ім'ям Нектарія (28 вересня 1758), у березні 1767 року прийняла схиму. В січні 1767 року, написала для онуків мемуари («Власноручні записки …»), які були вперше надруковані в журналі М. І. Невзорова «Друг юнацтва» в 1810.
Померла 3 липня 1771 року. Похована біля зовнішніх дверей собору Києво-Печерської лаври. Могила монахині Нектарії втрачена.

## Діти
- Михайло Іванович (1731—1794), статський радник, був почесним опікуном Московського виховного будинку, московським повітовим викладачем дворянства. У першому шлюбом був одружений з Анною Михайлівною Голіциною (1733—1755); у другому з Анною Миколаївною Строгановою (1731—1813), їх син поет і драматург князь Іван Михайлович Долгоруков (1764—1823).
- Дмитро Іванович (1737—1769), народився з розумовими відхиленнями, помер у Флорівському монастирі в Києві, за два роки до смерті матері в тому ж монастирі.

## Пам'ять
Наталії Борисівні присвятив одну зі своїх «Дум» (XX) Кіндрат Рилєєв. Мінливості долі Долгорукої оспівав і інший російський поет-романтик Іван Козлов.
У збірці народної творчості Кириєвського є пісня «Ой ти ягідка ти смородинка» (рос. Вже ти ягідка ти смородинка). Героїня пісні Прасковья Шереметєва просить милості від царя для своєї родини. На думку філолога Петра Безсонова, це композиційна особистість, в якій змішалися троє членів сім'ї Долгорукових, заслані в Березів — Парасковія Юріївна (мати), Катерина Олексіївна (дочка) і Наталія Борисівна (невістка). Об'єднання постатей цих жінок в фольклорі продовжували обговорюватися і за радянських часів.

## Твори
- Власноручні записки княгині Наталії Борисівни Долгорукової дочки м. фельдмаршала графа Бориса Петровича Шереметєва / Підг. тексту, післямов., прим. Е. В. Анісімова. СПб., 1992. — 144 с., Іл. — ISBN 5-280-01345-5, то ж: Долгорукова Н. Б. Записки, що залишилися після смерті княгині Наталії Борисівни Долгорукової / Изд. HM Усова. Вступить. стаття і прим. П. П. Смирнова. — СПб.: Синод. тип., 1912. — 70 с., Авторитетна публікація: Долгорукова Н. Б. Власноручні записки княгині Наталії Борисівни Долгорукової дочки м. фельдмаршала графа Бориса Петровича Шереметєва. СПб., 1913. — 52 с.
Відгук Дмитра Мирського: «Головна принадність [тексту], крім моральної висоти автора, в досконалій простоті і невибагливій щирості розповіді і в чудовій чистій російській мові, якою могла писати тільки дворянка, що жила до епохи шкільних вчителів»[8].
- Листи княгині Наталії Борисівни Долгорукової // Російський архів. 1867. Вип.1. Стлб.52-59.
- Російська жінка напередодні реформи Петра Великого і після неї: Порівняльно-іст. нарис [Архівовано 13 лютого 2021 у Wayback Machine.] / [Соч.] В. С. Іконнікова, проф. Ун-ту св. Володимира. — Київ: Університетська. тип., 1874.